# 奧拉德哈姆拉
36°05′N 6°28′E / 36.083°N 6.467°E

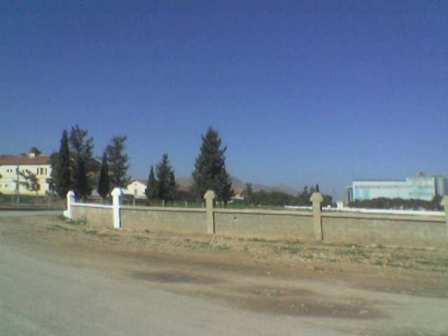
奧拉德哈姆拉

奧拉德哈姆拉（阿拉伯语：‎），是阿爾及利亞的城鎮，位於該國東北部烏姆布瓦吉省，由艾因姆利拉區負責管轄，面積158平方公里，2008年人口13,112，人口密度每平方公里83人。